# Willa de Spolète
Willa de Spolète (1re moitié du Xe siècle - 7 janvier 978) est la fille de Boniface de Spolète et de Waldrada de Bourgogne. Par son mariage avec Hubert d'Arles (fils du roi Hugues d'Arles), elle devient duchesse de Spolète et margravine de Toscane.

## Biographie
Les parents de Willa sont Boniface (Ier ou II) de Spolète († 953) et Waldrada, fille de Rodolphe Ier, roi de Haute-Bourgogne, et sans doute de Willa. Son oncle maternel est Rodolphe II de Bourgogne, et la reine d'Italie Adélaïde de Bourgogne est sa cousine.
Vers 945, Willa épouse Hubert, fils illégitime du roi Hugues d'Arles et de Wandelmoda,,. Hubert et Willa ont au moins deux enfants :
- Hugues (950/53 - 21 décembre 1001), margrave de Toscane[7] ;
- Valdrade (?-997), qui épouse Pietro IV Candiano, doge de Venise[8] ;
- On prétend parfois que Berthe (?-1014), épouse du margrave Arduin d'Ivrée, futur roi d'Italie, est aussi la fille de Willa et Hubert[9].

Willa devient veuve vers 968/70, et son fils devient margrave de Toscane. Willa et Hugues quittent Lucques pour Florence, l'établissant comme la nouvelle capitale de la Toscane. En 978, Willa fonde le monastère de Badia Fiorentina à Florence pour commémorer la mémoire de son défunt mari. Selon une lettre de l'empereur Otton III datant de 998, Willa est la fondatrice du couvent de San Ponziano à Lucques.